# Дисереброгадолиний
Дисереброгадолиний — бинарное неорганическое соединение, интерметаллид
гадолиния и серебра
с формулой Ag2Gd,
кристаллы.

## Получение
- Сплавление стехиометрических количеств чистых веществ:

{\displaystyle {\mathsf {Gd+2Ag\ {\xrightarrow {830^{o}C}}\ Ag_{2}Gd}}}

## Физические свойства
Дисереброгадолиний образует кристаллы
тетрагональной сингонии, пространственная группа I 4/mmm, параметры ячейки a = 0,3730 нм, c = 0,9289 нм, Z = 2,
структура типа дисилицида молибдена MoSi2
.
Соединение образуется по перитектической реакции при температуре 830 °C (826 °C).